# Richard Allen (vescovo)
Richard Allen (Filadelfia, 1760 – 1831) è stato un religioso statunitense, nato da genitori neri schiavi, è stato il fondatore della Chiesa metodista episcopale africana.
La prima conferenza generale dei Metodisti, nel 1784, lo segnalò come promettente candidato al ministero della Chiesa. Egli prese a organizzare riunioni di preghiera nella Chiesa metodista di Saint-George, a Filadelfia, cui intervenivano folle sempre maggiori di fedeli, neri.
Membri bianchi della Chiesa fecero obiezione alla sua presenza, e una domenica del 1787 i devoti neri furono strappati dalla preghiera e obbligati ad andarsene. Nascerà da questo episodio la Free African Society (Libera società africana), dal 1793 denominata Bethel Church (Chiesa di Bethel). 
Allen sarà il primo pastore nero della Chiesa metodista (1799).
Nel 1816 rappresentanti di un certo numero di chiese metodiste nere si riuniscono a Filadelfia, organizzando la African Methodist Episcopal Church (Chiesa episcopale metodista africana), la prima chiesa nazionale statunitense con denominazione che allude alla negritudine, e indicano Allen come vescovo. Allen durante il suo ministero impegnerà la Chiesa in numerose iniziative sociali e in particolare nel movimento antischiavista.